# WayVision 2：冬季運動頻道
《WayVision 2：冬季運動頻道》為中國男子組合WayV的第二部韓國真人秀綜藝，為WayVision的第二部。本季節目以冬季運動為主題，七位成員變身冬季運動員，展開激烈的獎牌爭奪戰。該節目由SM C&C和Seezn製作，該節目從2021年2月22日起，每週一、二韓國時間下午6時通過韓國Seezn公開，泰國TrueID同時播出。

## 節目簡介
《WayVision 2：冬季運動頻道》為前作《WayVision》的第二季。本季節目在冬天取景，拜訪美麗的雪景地江原道。節目中WayV成員變身為玩家，通過各種冬季體育項目對決，展開獎牌爭奪戰。除了在白色雪原上享受的各種冬季運動，他們還將品嚐江原道的名產，進行冬季飲食吃播等。

## 節目成員
| 姓名   | 出生日期       |
| ------ | -------------- |
| 錢錕   | 1996年1月1日   |
| 李永欽 | 1996年2月27日  |
| 董思成 | 1997年10月28日 |
| 黃旭熙 | 1999年1月25日  |
| 肖俊   | 1999年8月8日   |
| 黃冠亨 | 1999年9月28日  |
| 劉揚揚 | 2000年10月10日 |